# EHF Champions League der Frauen 2014/15
An der EHF Champions League 2014/15 nahmen insgesamt 22 Handball-Vereinsmannschaften teil, die sich in der vorangegangenen Saison in ihren Heimatländern für den Wettbewerb qualifiziert hatten. Es war die 55. Austragung der EHF Champions League bzw. des Europapokals der Landesmeister, die die montenegrinische Mannschaft ŽRK Budućnost Podgorica gewann. Der ungarische Verein Győri ETO KC war Titelverteidiger.

## Modus
Qualifikation: Die Qualifikation wird im Rahmen mehrerer Turniere ausgetragen: Zwei Gruppen à vier Teams. Pro Gruppe qualifizierte sich das beste Team.
Gruppenphase
Es gibt vier Gruppen mit je vier Mannschaften. In einer Gruppe spielt jeder gegen jeden ein Hin- und Rückspiel; die jeweils drei Gruppenbesten erreichen die Hauptrunde.
Hauptrunde
Es gibt zwei Gruppen mit je sechs Mannschaften. In einer Gruppe spielt jeder gegen jeden ein Hin- und Rückspiel; die vier bestplatzierten Mannschaften jeder Gruppe erreichen das Viertelfinale.
Viertelfinale: Das Viertelfinale wird im K.-o.-System mit Hin- und Rückspiel gespielt. Der Gewinner jeder Partie zieht in das Halbfinale ein.
Final Four: Die Gewinner der Viertelfinalspiele nehmen am Final-Four-Turnier, das Halbfinale und Finale wird am 9. und 10. Mai 2015 ausgetragen. Das Halbfinale wird im K.-o.-System gespielt. Die Gewinner jeder Partie ziehen in das Finale ein. Die Verlierer jeder Partie ziehen in das Spiel um den dritten Platz ein. Es wird pro Halbfinale nur ein Spiel ausgetragen. Auch das Finale und das Spiel um Platz drei wird im einfachen Modus ausgespielt.

## Qualifikation
Die Auslosung der Qualifikation fand am 26. Juni 2014 in Wien statt.

### Qualifikationsturniere

#### Gruppe 1
Das Turnier der Gruppe 1 fand am 20. und 21. September 2014 in Leipzig statt.
Die Halbfinalspiele der Gruppe 1 fanden am 20. September 2014 statt. Der Gewinner jeder Partie zog in das Finale, um die Teilnahme an der Gruppenphase, ein. Die Verlierer nahmen am Spiel um die Plätze drei und vier teil.
| Mannschaft 1                              | Endergebnis       | Mannschaft 2                           | Datum und Zeit          |
| ----------------------------------------- | ----------------- | -------------------------------------- | ----------------------- |
| FTC-Rail Cargo Hungaria Viktória Lukács 5 | 33 : 25 (20 : 14) | SV Dalfsen Myrthe Schoenaker 7         | 20.09.14, Sa. 16:00 Uhr |
| FTC-Rail Cargo Hungaria Viktória Lukács 5 | Spielbericht      | SV Dalfsen Myrthe Schoenaker 7         | 850 Zuschauer           |
| HC Leipzig Karolina Kudłacz 6             | 22 : 18 (15 : 05) | HK BNTU-BelAS Minsk Ljubow Arischina 5 | 20.09.14, Sa. 18:30 Uhr |
| HC Leipzig Karolina Kudłacz 6             | Spielbericht      | HK BNTU-BelAS Minsk Ljubow Arischina 5 | 1.891 Zuschauer         |

Das Spiel der Verlierer fand am 21. September 2014 statt.
| Mannschaft 1              | Endergebnis       | Mannschaft 2                                | Datum und Zeit          |
| ------------------------- | ----------------- | ------------------------------------------- | ----------------------- |
| SV Dalfsen Ana Pavkovic 6 | 30 : 27 (14 : 15) | HK BNTU-BelAS Minsk Katsiaryna Silitskaya 9 | 21.09.14, So. 16:30 Uhr |
| SV Dalfsen Ana Pavkovic 6 | Spielbericht      | HK BNTU-BelAS Minsk Katsiaryna Silitskaya 9 | 1.600 Zuschauer         |

Das Finale fand am 21. September 2014 statt. Der Gewinner der Partie nimmt an der Gruppenphase der EHF Champions League 2014/15 teil.
| Mannschaft 1                               | Endergebnis                 | Mannschaft 2                   | Datum und Zeit          |
| ------------------------------------------ | --------------------------- | ------------------------------ | ----------------------- |
| FTC-Rail Cargo Hungaria Zsuzsanna Tomori 9 | 38 : 39 (28 : 28) (15 : 14) | HC Leipzig Karolina Kudłacz 10 | 21.09.14, So. 19:05 Uhr |
| FTC-Rail Cargo Hungaria Zsuzsanna Tomori 9 | Spielbericht                | HC Leipzig Karolina Kudłacz 10 | 2.171 Zuschauer         |

#### Gruppe 2
Das Turnier der Gruppe 2 fand am 20. und 21. September 2014 in Kragujevac statt.
Die Halbfinalspiele der Gruppe 1 fanden am 20. September 2014 statt. Der Gewinner jeder Partie zog in das Finale, um die Teilnahme an der Gruppenphase, ein. Die Verlierer nahmen am Spiel um die Plätze drei und vier teil.
| Mannschaft 1                          | Endergebnis       | Mannschaft 2                                | Datum und Zeit          |
| ------------------------------------- | ----------------- | ------------------------------------------- | ----------------------- |
| Byåsen IL Maria Hjertner 6            | 23 : 31 (09 : 18) | ŽRK Podravka Koprivnica Jelena Živković 10  | 20.09.14, Sa. 17:00 Uhr |
| Byåsen IL Maria Hjertner 6            | Spielbericht      | ŽRK Podravka Koprivnica Jelena Živković 10  | 500 Zuschauer           |
| FC Midtjylland Håndbold Nycke Groot 9 | 24 : 29 (15 : 15) | ŽRK Radnički Kragujevac Anđela Janjušević 9 | 20.09.14, Sa. 19:30 Uhr |
| FC Midtjylland Håndbold Nycke Groot 9 | Spielbericht      | ŽRK Radnički Kragujevac Anđela Janjušević 9 | 2.000 Zuschauer         |

Das Spiel der Verlierer fand am 21. September 2014 statt.
| Mannschaft 1                               | Endergebnis       | Mannschaft 2                                       | Datum und Zeit          |
| ------------------------------------------ | ----------------- | -------------------------------------------------- | ----------------------- |
| FC Midtjylland Håndbold Simone Rasmussen 9 | 28 : 24 (15 : 11) | Byåsen IL Emilie Hegh Arntzen, Tonje Nøstvold je 6 | 21.09.14, So. 17:00 Uhr |
| FC Midtjylland Håndbold Simone Rasmussen 9 | Spielbericht      | Byåsen IL Emilie Hegh Arntzen, Tonje Nøstvold je 6 | 500 Zuschauer           |

Das Finale fand am 21. September 2014 statt. Der Gewinner der Partie nimmt an der Gruppenphase der EHF Champions League 2014/15 teil.
| Mannschaft 1                               | Endergebnis       | Mannschaft 2                                            | Datum und Zeit          |
| ------------------------------------------ | ----------------- | ------------------------------------------------------- | ----------------------- |
| ŽRK Radnički Kragujevac Milica Danilović 8 | 24 : 28 (12 : 14) | ŽRK Podravka Koprivnica Ana Nikšić, Miranda Tatari je 6 | 21.09.14, So. 19:00 Uhr |
| ŽRK Radnički Kragujevac Milica Danilović 8 | Spielbericht      | ŽRK Podravka Koprivnica Ana Nikšić, Miranda Tatari je 6 | 2.500 Zuschauer         |

## Gruppenphase
Die Auslosung der Gruppenphase fand am 27. Juni 2014 in Wien statt.
Es nehmen die 2 Erstplatzierten aus den Qualifikationsturnieren und die 14 die sich vorher für den Wettbewerb qualifiziert haben teil.

### Qualifizierte Teams
| Topf 1: - Győri ETO KC - ŽRK Budućnost Podgorica - Larvik HK - RK Krim Mercator | Topf 2: - Viborg HK - HCM Baia Mare - Thüringer HC - GK Dinamo Wolgograd |

| Topf 3: - ŽRK Vardar SCBT - Metz Handball - Hypo Niederösterreich - RK Lokomotiva Zagreb | Topf 4: - IK Sävehof - MKS Lublin - HC Leipzig - ŽRK Podravka Vegeta |

### Gruppen
| Gruppe A RK Krim Mercator GK Dinamo Wolgograd Hypo Niederösterreich HC Leipzig | Gruppe B ŽRK Budućnost Podgorica Thüringer HC ŽRK Vardar SCBT ŽRK Podravka Vegeta | Gruppe C Győri ETO KC Viborg HK RK Lokomotiva Zagreb IK Sävehof | Gruppe D Larvik HK HCM Baia Mare Metz Handball MKS Lublin |

#### Entscheidungen
|  | Qualifikationsplatz für die Hauptrunde |
|  | Platz des ausscheidenden Vereins       |

#### Gruppe A
| Pl. | Mannschaft            | Sp. | S | U | N | T   | GT  | Diff | Pkt |
| --- | --------------------- | --- | - | - | - | --- | --- | ---- | --- |
| 1.  | GK Dinamo Wolgograd   | 6   | 4 | 1 | 1 | 160 | 143 | +17  | 9   |
| 2.  | HC Leipzig            | 6   | 4 | 0 | 2 | 177 | 152 | +25  | 8   |
| 3.  | RK Krim Mercator      | 6   | 2 | 0 | 4 | 162 | 165 | −03  | 4   |
| 4.  | Hypo Niederösterreich | 6   | 1 | 1 | 4 | 136 | 175 | −39  | 3   |

| 17. Oktober 2014, Fr. 19:00 Uhr in Arena Stožice, Ljubljana         | 1.500 Zuschauer Spielbericht | RK Krim Mercator Mirjeta Bajramoska 8             | 32 : 20 (15 : 12) | Hypo Niederösterreich Gorica Aćimović, Martina Goricanec je 4 |
| 18. Oktober 2014, Sa. 16:30 Uhr in Sporthalle Wolgograd, Wolgograd  | 1.500 Zuschauer Spielbericht | GK Dinamo Wolgograd Darja Dmitrijewa 9            | 27 : 19 (16 : 10) | HC Leipzig Karolina Kudłacz 10                                |
| 25. Oktober 2014, Sa. 20:25 Uhr in BSFZ Südstadt, Maria Enzersdorf  | 720 Zuschauer Spielbericht   | Hypo Niederösterreich Francielle Gomes da Rocha 7 | 25 : 25 (15 : 14) | GK Dinamo Wolgograd Darja Dmitrijewa, Anna Kotschetowa je 6   |
| 26. Oktober 2014, So. 14:30 Uhr in Arena Leipzig, Leipzig           | 2.198 Zuschauer Spielbericht | HC Leipzig Karolina Kudłacz 8                     | 30 : 24 (17 : 11) | RK Krim Mercator Alja Koren 7                                 |
| 31. Oktober 2014, Fr. 14:30 Uhr in Arena Leipzig, Leipzig           | 2.211 Zuschauer Spielbericht | HC Leipzig Saskia Lang, Alexandra Mazzucco je 9   | 42 : 22 (20 : 11) | Hypo Niederösterreich Gorica Aćimović 8                       |
| 1. November 2014, Sa. 14:00 Uhr in Sporthalle Wolgograd, Wolgograd  | 1.500 Zuschauer Spielbericht | GK Dinamo Wolgograd Anna Kotschetowa 6            | 25 : 26 (15 : 13) | RK Krim Mercator Mirjeta Bajramoska 8                         |
| 9. November 2014, So. 17:10 Uhr in BSFZ Südstadt, Maria Enzersdorf  | 700 Zuschauer Spielbericht   | Hypo Niederösterreich Gorica Aćimović 8           | 18 : 24 (07 : 12) | HC Leipzig Karolina Kudłacz 5                                 |
| 9. November 2014, So. 19:00 Uhr in Arena Stožice, Ljubljana         | 1.500 Zuschauer Spielbericht | RK Krim Mercator Mirjeta Bajramoska 8             | 24 : 26 (13 : 12) | GK Dinamo Wolgograd Anna Kotschetowa 11                       |
| 15. November 2014, Sa. 17:25 Uhr in BSFZ Südstadt, Maria Enzersdorf | 630 Zuschauer Spielbericht   | Hypo Niederösterreich Gorica Aćimović 11          | 29 : 25 (13 : 14) | RK Krim Mercator Mirjeta Bajramoska 8                         |
| 16. November 2014, So. 14:30 Uhr in Arena Leipzig, Leipzig          | 2.583 Zuschauer Spielbericht | HC Leipzig Saskia Lang 10                         | 27 : 30 (14 : 14) | GK Dinamo Wolgograd Olga Akopjan 9                            |
| 21. November 2014, Fr. 18:45 Uhr in Arena Stožice, Ljubljana        | 1.000 Zuschauer Spielbericht | RK Krim Mercator Tamara Mavsar 10                 | 31 : 35 (17 : 18) | HC Leipzig Saskia Lang, Karolina Kudłacz je 9                 |
| 23. November 2014, So. 14:00 Uhr in Sporthalle Wolgograd, Wolgograd | 1.300 Zuschauer Spielbericht | GK Dinamo Wolgograd Anna Kotschetowa 6            | 27 : 22 (13 : 09) | Hypo Niederösterreich Gorica Aćimović 9                       |

#### Gruppe B
| Pl. | Mannschaft              | Sp. | S | U | N | T   | GT  | Diff | Pkt |
| --- | ----------------------- | --- | - | - | - | --- | --- | ---- | --- |
| 1.  | ŽRK Budućnost Podgorica | 6   | 5 | 1 | 0 | 161 | 130 | +31  | 11  |
| 2.  | ŽRK Vardar SCBT         | 6   | 3 | 1 | 2 | 149 | 140 | +09  | 07  |
| 3.  | Thüringer HC            | 6   | 3 | 0 | 3 | 143 | 144 | −01  | 06  |
| 4.  | ŽRK Podravka Vegeta     | 6   | 0 | 0 | 6 | 152 | 191 | −39  | 0   |

| 19. Oktober 2014, So. 14:30 Uhr in Wiedigsburghalle Nordhausen, Nordhausen              | 1.558 Zuschauer Spielbericht | Thüringer HC Katrin Engel, Nadja Nadgornaja je 9 | 33 : 20 (14 : 11) | ŽRK Podravka Vegeta Miranda Tatari 6     |
| 19. Oktober 2014, So. 19:00 Uhr in S.C. Morača, Podgorica                               | 5.000 Zuschauer Spielbericht | ŽRK Budućnost Podgorica Biljana Pavićević 7      | 23 : 17 (12 : 09) | ŽRK Vardar SCBT Andrea Penezić 5         |
| 25. Oktober 2014, Sa. 18:00 Uhr in Sportska dvorana Gimnazije Fran Galović, Koprivnica  | 1.300 Zuschauer Spielbericht | ŽRK Podravka Vegeta Miranda Tatari 9             | 27 : 32 (14 : 18) | ŽRK Budućnost Podgorica Cristina Neagu 8 |
| 25. Oktober 2014, Sa. 19:00 Uhr in Sport Center Jane Sandanski, Skopje                  | 2.000 Zuschauer Spielbericht | ŽRK Vardar SCBT Andrea Penezić 8                 | 26 : 21 (12 : 10) | Thüringer HC Franziska Mietzner 6        |
| 2. November 2014, So 14:30 Uhr in Wiedigsburghalle Nordhausen, Nordhausen               | 1.800 Zuschauer Spielbericht | Thüringer HC Nadja Nadgornaja 5                  | 22 : 27 (11 : 16) | ŽRK Budućnost Podgorica Cristina Neagu 6 |
| 2. November 2014, So. 17:00 Uhr in Sportska dvorana Gimnazije Fran Galović, Koprivnica  | 1.800 Zuschauer Spielbericht | ŽRK Podravka Vegeta Miranda Tatari 7             | 26 : 27 (13 : 11) | ŽRK Vardar SCBT Andrea Lekić 7           |
| 9. November 2014, So. 19:00 Uhr in S.C. Morača, Podgorica                               | 4.500 Zuschauer Spielbericht | ŽRK Budućnost Podgorica Radmila Petrović 6       | 23 : 14 (11 : 06) | Thüringer HC Franziska Mietzner 7        |
| 9. November 2014, So. 19:00 Uhr in Sport Center Jane Sandanski, Skopje                  | 4.500 Zuschauer Spielbericht | ŽRK Vardar SCBT Jovanka Radičević 5              | 35 : 25 (15 : 10) | ŽRK Podravka Vegeta Andrea Čović 5       |
| 15. November 2014, Sa. 18:00 Uhr in Sportska dvorana Gimnazije Fran Galović, Koprivnica | 1.800 Zuschauer Spielbericht | ŽRK Podravka Vegeta Jelena Živković 9            | 28 : 32 (08 : 15) | Thüringer HC Nadja Nadgornaja 8          |
| 16. November 2014, So. 19:00 Uhr in Sport Center Jane Sandanski, Skopje                 | 5.000 Zuschauer Spielbericht | ŽRK Vardar SCBT Andrea Penezić 8                 | 24 : 24 (09 : 11) | ŽRK Budućnost Podgorica Cristina Neagu 7 |
| 22. November 2014, Sa. 14:30 Uhr in Wiedigsburghalle Nordhausen, Nordhausen             | 1.800 Zuschauer Spielbericht | Thüringer HC Nadja Nadgornaja 8                  | 21 : 20 (10 : 12) | ŽRK Vardar SCBT Andrea Penezić 6         |
| 23. November 2014, So. 19:00 Uhr in S.C. Morača, Podgorica                              | 3.000 Zuschauer Spielbericht | ŽRK Budućnost Podgorica Cristina Neagu 10        | 32 : 26 (15 : 13) | ŽRK Podravka Vegeta Kristina Elez 6      |

#### Gruppe C
| Pl. | Mannschaft           | Sp. | S | U | N | T   | GT  | Diff | Pkt |
| --- | -------------------- | --- | - | - | - | --- | --- | ---- | --- |
| 1.  | Győri ETO KC         | 6   | 6 | 0 | 0 | 183 | 127 | +56  | 12  |
| 2.  | Viborg HK            | 6   | 3 | 1 | 2 | 162 | 144 | +18  | 07  |
| 3.  | IK Sävehof           | 6   | 0 | 3 | 3 | 146 | 188 | −42  | 03  |
| 4.  | RK Lokomotiva Zagreb | 6   | 0 | 2 | 4 | 132 | 164 | −32  | 02  |

| 19. Oktober 2014, So. 15:10 Uhr in Viborg Stadionhal, Viborg           | 1.452 Zuschauer Spielbericht | Viborg HK Sanja Damnjanović 12                           | 38 : 25 (16 : 15) | IK Sävehof Jenny Alm, Ida Odén je 6                  |
| 19. Oktober 2014, So. 19:00 Uhr in Magvassy Mihály Sportcsarnok, Győr  | 2.768 Zuschauer Spielbericht | Győri ETO KC Eduarda Amorim 8                            | 32 : 23 (17 : 13) | RK Lokomotiva Zagreb Sonja Bašić, Lidija Horvat je 4 |
| 26. Oktober 2014, So. 16:50 Uhr in Dom športova, Zagreb                | 1.010 Zuschauer Spielbericht | RK Lokomotiva Zagreb Tea Grubišić, Michaela Hrbková je 6 | 18 : 25 (09 : 14) | Viborg HK Maria Fisker 8                             |
| 26. Oktober 2014, So. 17:00 Uhr in Partillebohallen, Partille          | 1.315 Zuschauer Spielbericht | IK Sävehof Jenny Wikensten 5                             | 21 : 38 (08 : 20) | Győri ETO KC Heidi Løke 7                            |
| 31. Oktober 2014, Fr 19:00 Uhr in Partillebohallen, Partille           | 810 Zuschauer Spielbericht   | IK Sävehof Ida Odén 10                                   | 29 : 29 (15 : 15) | RK Lokomotiva Zagreb Neli Irman 7                    |
| 2. November 2014, So. 17:00 Uhr in Viborg Stadionhal, Viborg           | 1.705 Zuschauer Spielbericht | Viborg HK Louise Lyksborg 5                              | 25 : 30 (13 : 17) | Győri ETO KC Eduarda Amorim 7                        |
| 8. November 2014, Sa. 16:00 Uhr in Magvassy Mihály Sportcsarnok, Győr  | 3.000 Zuschauer Spielbericht | Győri ETO KC Anikó Kovacsics 7                           | 22 : 20 (09 : 13) | Viborg HK Sanja Damnjanović, Isabelle Gulldén je 4   |
| 9. November 2014, So. 17:00 Uhr in Dom športova, Zagreb                | 1.000 Zuschauer Spielbericht | RK Lokomotiva Zagreb Michaela Hrbková 6                  | 23 : 23 (10 : 15) | IK Sävehof Ida Odén 8                                |
| 16. November 2014, So. 14:00 Uhr in Partillebohallen, Partille         | 1.380 Zuschauer Spielbericht | IK Sävehof Ida Odén 7                                    | 25 : 25 (10 : 12) | Viborg HK Maria Fisker 7                             |
| 16. November 2014, So. 18:00 Uhr in Dom športova, Zagreb               | 1.500 Zuschauer Spielbericht | RK Lokomotiva Zagreb Michaela Hrbková 4                  | 15 : 26 (07 : 13) | Győri ETO KC Heidi Løke 5                            |
| 23. November 2014, So. 13:40 Uhr in Viborg Stadionhal, Viborg          | 1.200 Zuschauer Spielbericht | Viborg HK Isabelle Gulldén, Rikke Skov je 7              | 29 : 24 (11 : 12) | RK Lokomotiva Zagreb Sonja Bašić 8                   |
| 23. November 2014, So. 17:00 Uhr in Magvassy Mihály Sportcsarnok, Győr | 5.200 Zuschauer Spielbericht | Győri ETO KC Eduarda Amorim 7                            | 35 : 23 (16 : 14) | IK Sävehof Jenny Alm 7                               |

#### Gruppe D
| Pl. | Mannschaft    | Sp. | S | U | N | T   | GT  | Diff | Pkt |
| --- | ------------- | --- | - | - | - | --- | --- | ---- | --- |
| 1.  | Larvik HK     | 6   | 6 | 0 | 0 | 169 | 141 | +28  | 12  |
| 2.  | Metz Handball | 6   | 2 | 1 | 3 | 164 | 163 | +01  | 05  |
| 3.  | HCM Baia Mare | 6   | 2 | 0 | 4 | 154 | 160 | −06  | 04  |
| 4.  | MKS Lublin    | 6   | 1 | 1 | 4 | 159 | 182 | −23  | 03  |

| 17. Oktober 2014, Fr. 17:00 Uhr in Sala Polivalentă Lascăr Pană, Baia Mare – Maramureș  | 2.000 Zuschauer Spielbericht | HCM Baia Mare Alexandra do Nascimento 6                      | 30 : 25 (16 : 12) | MKS Lublin Agnieszka Kocela 6                                                                         |
| 18. Oktober 2014, Sa. 18:30 Uhr in Arena Larvik, Larvik                                 | 3.210 Zuschauer Spielbericht | Larvik HK Nora Mørk 11                                       | 25 : 20 (11 : 11) | Metz Handball Paule Baudouin, Grâce Zaadi je 5                                                        |
| 24. Oktober 2014, Fr. 20:15 Uhr in Hala Globus, Lublin                                  | 2.100 Zuschauer Spielbericht | MKS Lublin Joanna Drabik 5                                   | 23 : 28 (14 : 13) | Larvik HK Linn-Kristin Riegelhuth Koren, Alina Wojtas je 6                                            |
| 25. Oktober 2014, Sa. 16:00 Uhr in Les Arènes, Metz                                     | 4.198 Zuschauer Spielbericht | Metz Handball Ana Gros 7                                     | 34 : 24 (13 : 10) | HCM Baia Mare Eliza Buceschi, Jekaterina Dawydenko je 5                                               |
| 31. Oktober 2014, Fr 19:00 Uhr in Sala Polivalentă Lascăr Pană, Baia Mare – Maramureș   | 2.000 Zuschauer Spielbericht | HCM Baia Mare Jekaterina Dawydenko 7                         | 23 : 24 (13 : 12) | Larvik HK Anja Hammerseng-Edin 6                                                                      |
| 2. November 2014, So. 18:00 Uhr in Hala Globus, Lublin                                  | 2.000 Zuschauer Spielbericht | MKS Lublin Jéssica Quintino 10                               | 35 : 31 (17 : 16) | Metz Handball Ana Gros 7                                                                              |
| 8. November 2014, Sa. 18:15 Uhr in Arena Larvik, Larvik                                 | 3.487 Zuschauer Spielbericht | Larvik HK Linn-Kristin Riegelhuth Koren 9                    | 31 : 26 (16 : 11) | HCM Baia Mare Luciana Marin 7                                                                         |
| 9. November 2014, So. 16:00 Uhr in Les Arènes, Metz                                     | 4.452 Zuschauer Spielbericht | Metz Handball Paule Baudouin, Ana Gros je 7                  | 30 : 30 (14 : 13) | MKS Lublin Agnieszka Kocela 6                                                                         |
| 15. November 2014, Sa. 16:00 Uhr in Les Arènes, Metz                                    | 4.254 Zuschauer Spielbericht | Metz Handball Paule Baudouin 10                              | 25 : 26 (13 : 13) | Larvik HK Nora Mørk 7                                                                                 |
| 16. November 2014, So. 18:00 Uhr in Hala Globus, Lublin                                 | 3.000 Zuschauer Spielbericht | MKS Lublin Marta Gęga, Małgorzata Rola je 4                  | 22 : 28 (10 : 10) | HCM Baia Mare Valentina Ardean-Elisei, Eliza Buceschi, Alexandra do Nascimento, Anastasia Lobach je 4 |
| 21. November 2014, Fr. 19:00 Uhr in Sala Polivalentă Lascăr Pană, Baia Mare – Maramureș | 2.100 Zuschauer Spielbericht | HCM Baia Mare Valentina Ardean-Elisei, Ksenija Makejewa je 5 | 23 : 24 (12 : 10) | Metz Handball Ana Gros, Grâce Zaadi je 6                                                              |
| 22. November 2014, Sa. 18:30 Uhr in Arena Larvik, Larvik                                | 3.855 Zuschauer Spielbericht | Larvik HK Nora Mørk 9                                        | 35 : 24 (20 : 10) | MKS Lublin Jéssica Quintino 6                                                                         |

## Hauptrunde
Es nehmen die 12 Mannschaften der Gruppenphase teil, die in zwei Gruppen die Plätze für das Viertelfinale ausspielen. Die Ergebnisse der Teams, die schon in der Gruppenphase gegeneinander spielten, werden übernommen.

### Entscheidungen
|  | Qualifikationsplatz für das Viertelfinale |
|  | Platz des ausscheidenden Vereins          |

### Gruppe 1
| Pl. | Mannschaft              | Sp. | S | U | N | T   | GT  | Diff | Pkt |
| --- | ----------------------- | --- | - | - | - | --- | --- | ---- | --- |
| 1.  | ŽRK Budućnost Podgorica | 10  | 9 | 1 | 0 | 270 | 193 | +77  | 19  |
| 2.  | GK Dinamo Wolgograd     | 10  | 5 | 1 | 4 | 267 | 260 | +07  | 11  |
| 3.  | ŽRK Vardar SCBT         | 10  | 5 | 1 | 4 | 277 | 254 | +23  | 11  |
| 4.  | Thüringer HC            | 10  | 5 | 1 | 4 | 258 | 251 | +07  | 11  |
| 5.  | HC Leipzig              | 10  | 3 | 0 | 7 | 245 | 282 | −37  | 06  |
| 6.  | RK Krim Mercator        | 10  | 1 | 0 | 9 | 248 | 325 | −77  | 02  |

| 30. Januar 2015, Fr. 19:30 Uhr in Arena Leipzig, Leipzig                  | 1.977 Zuschauer Spielbericht | HC Leipzig Karolina Kudłacz 7                                                    | 26 : 23 (13 : 10) | ŽRK Vardar SCBT Andrea Lekić 6                                |
| 31. Januar 2015, Sa. 16:00 Uhr in Sporthalle Wolgograd, Wolgograd         | 1.400 Zuschauer Spielbericht | GK Dinamo Wolgograd Olga Akopjan 6                                               | 18 : 25 (11 : 12) | ŽRK Budućnost Podgorica Majda Mehmedović, Cristina Neagu je 6 |
| 31. Januar 2015, Sa. 17:00 Uhr in Arena Stožice, Ljubljana                | 1.000 Zuschauer Spielbericht | RK Krim Mercator Alja Koren 8                                                    | 23 : 26 (15 : 13) | Thüringer HC Nadja Nadgornaja 7                               |
| 7. Februar 2015, Sa. 19:00 Uhr in Sport Center Jane Sandanski, Skopje     | 3.000 Zuschauer Spielbericht | ŽRK Vardar SCBT Jovanka Radičević 8                                              | 41 : 30 (21 : 12) | RK Krim Mercator Tamara Mavsar 8                              |
| 8. Februar 2015, So. 14:00 Uhr in Wiedigsburghalle Nordhausen, Nordhausen | 1.950 Zuschauer Spielbericht | Thüringer HC Sonja Frey 7                                                        | 30 : 33 (13 : 14) | GK Dinamo Wolgograd Olga Akopjan, Anna Kotschetowa je 8       |
| 8. Februar 2015, So. 19:00 Uhr in S.C. Morača, Podgorica                  | 5.000 Zuschauer Spielbericht | ŽRK Budućnost Podgorica Cristina Neagu 7                                         | 28 : 21 (16 : 07) | HC Leipzig Karolina Kudłacz 7                                 |
| 13. Februar 2015, Fr. 18:00 Uhr in Arena Stožice, Ljubljana               | 800 Zuschauer Spielbericht   | RK Krim Mercator Tamara Mavsar 7                                                 | 20 : 23 (08 : 16) | ŽRK Budućnost Podgorica Radmila Petrović, Cristina Neagu je 5 |
| 14. Februar 2015, Sa. 14:00 Uhr in Arena Leipzig, Leipzig                 | 3.119 Zuschauer Spielbericht | HC Leipzig Anne Hubinger, Karolina Kudłacz je 7                                  | 25 : 34 (11 : 14) | Thüringer HC Katrin Engel, Nadja Nadgornaja je 7              |
| 15. Februar 2015, So. 14:00 Uhr in Sporthalle Wolgograd, Wolgograd        | 1.000 Zuschauer Spielbericht | GK Dinamo Wolgograd Anna Kotschetowa 9                                           | 33 : 25 (15 : 12) | ŽRK Vardar SCBT Jovanka Radičević, Andrea Penezić je 7        |
| 28. Februar 2015, Sa. 19:00 Uhr in Sport Center Jane Sandanski, Skopje    | 4.000 Zuschauer Spielbericht | ŽRK Vardar SCBT Anja Althaus 6                                                   | 26 : 20 (10 : 09) | HC Leipzig Karolina Kudłacz 6                                 |
| 1. März 2015, So. 14:00 Uhr in Wiedigsburghalle Nordhausen, Nordhausen    | 1.950 Zuschauer Spielbericht | Thüringer HC Katrin Engel, Iveta Luzumová, Nadja Nadgornaja, Danick Snelder je 5 | 33 : 21 (17 : 10) | RK Krim Mercator Tamara Mavsar, Lilija Artjuchowitsch je 4    |
| 1. März 2015, So. 19:00 Uhr in S.C. Morača, Podgorica                     | 4.500 Zuschauer Spielbericht | ŽRK Budućnost Podgorica Cristina Neagu 7                                         | 26 : 18 (13 : 09) | GK Dinamo Wolgograd Anna Kotschetowa 4                        |
| 6. März 2015, Fr. 19:00 Uhr in Arena Stožice, Ljubljana                   | 700 Zuschauer Spielbericht   | RK Krim Mercator Tamara Mavsar 11                                                | 29 : 47 (12 : 24) | ŽRK Vardar SCBT Andrea Penezić 11                             |
| 7. März 2015, Sa. 14:00 Uhr in Arena Leipzig, Leipzig                     | 1.691 Zuschauer Spielbericht | HC Leipzig Karolina Kudłacz 9                                                    | 19 : 32 (06 : 15) | ŽRK Budućnost Podgorica Cristina Neagu 9                      |
| 8. März 2015, So. 14:00 Uhr in Sporthalle Wolgograd, Wolgograd            | 1.500 Zuschauer Spielbericht | GK Dinamo Wolgograd Anna Kotschetowa, Darja Dmitrijewa je 9                      | 30 : 30 (16 : 13) | Thüringer HC Nadja Nadgornaja 9                               |
| 14. März 2015, Sa. 19:00 Uhr in Sport Center Jane Sandanski, Skopje       | 3.000 Zuschauer Spielbericht | ŽRK Vardar SCBT Andrea Penezić 7                                                 | 28 : 27 (15 : 13) | GK Dinamo Wolgograd Anna Kotschetowa 10                       |
| 15. März 2015, So. 14:00 Uhr in Wiedigsburghalle Nordhausen, Nordhausen   | 2.300 Zuschauer Spielbericht | Thüringer HC Katrin Engel 8                                                      | 27 : 23 (11 : 11) | HC Leipzig Anne Hubinger 8                                    |
| 15. März 2015, So. 19:00 Uhr in S.C. Morača, Podgorica                    | 3.500 Zuschauer Spielbericht | ŽRK Budućnost Podgorica Cristina Neagu, Majda Mehmedović je 7                    | 39 : 20 (19 : 08) | RK Krim Mercator Tamara Mavsar 7                              |

### Gruppe 2
| Pl. | Mannschaft    | Sp. | S  | U | N | T   | GT  | Diff | Pkt |
| --- | ------------- | --- | -- | - | - | --- | --- | ---- | --- |
| 1.  | Larvik HK     | 10  | 10 | 0 | 0 | 263 | 216 | +47  | 20  |
| 2.  | Győri ETO KC  | 10  | 8  | 0 | 2 | 282 | 224 | +58  | 16  |
| 3.  | HCM Baia Mare | 10  | 4  | 0 | 6 | 262 | 270 | −08  | 08  |
| 4.  | Viborg HK     | 10  | 3  | 1 | 6 | 252 | 274 | −22  | 07  |
| 5.  | Metz Handball | 10  | 3  | 0 | 7 | 244 | 253 | −09  | 06  |
| 6.  | IK Sävehof    | 10  | 1  | 1 | 8 | 227 | 293 | −66  | 03  |

| 1. Februar 2015, So. 14:00 Uhr in Partillebohallen, Partille                          | 689 Zuschauer Spielbericht   | IK Sävehof Jenny Alm 9                                                                     | 26 : 28 (14 : 15) | HCM Baia Mare Eliza Buceschi 8                                                             |
| 1. Februar 2015, So. 19:00 Uhr in Audi Arena, Győr                                    | 4.500 Zuschauer Spielbericht | Győri ETO KC Anikó Kovacsics 10                                                            | 25 : 26 (11 : 14) | Larvik HK Linn-Kristin Riegelhuth Koren, Nora Mørk je 7                                    |
| 2. Februar 2015, Mo. 19:00 Uhr in Viborg Stadionhal, Viborg                           | 1.357 Zuschauer Spielbericht | Viborg HK Isabelle Gulldén 7                                                               | 27 : 26 (12 : 12) | Metz Handball Ana Gros 7                                                                   |
| 6. Februar 2015, Fr. 19:00 Uhr in Les Arènes, Metz                                    | 3.758 Zuschauer Spielbericht | Metz Handball Ana Gros 6                                                                   | 22 : 25 (12 : 15) | IK Sävehof Elin Karlsson, Ida Odén je 6                                                    |
| 7. Februar 2015, Sa. 18:30 Uhr in Arena Larvik, Larvik                                | 3.053 Zuschauer Spielbericht | Larvik HK Linn-Kristin Riegelhuth Koren 5                                                  | 31 : 18 (18 : 10) | Viborg HK Isabelle Gulldén 6                                                               |
| 8. Februar 2015, So. 18:30 Uhr in Sala Polivalentă Lascăr Pană, Baia Mare – Maramureș | 2.000 Zuschauer Spielbericht | HCM Baia Mare Alexandra do Nascimento, Elena Gjeorgjievska je 4                            | 18 : 26 (09 : 13) | Győri ETO KC Susann Müller 8                                                               |
| 13. Februar 2015, Fr. 19:00 Uhr in Partillebohallen, Partille                         | 1.505 Zuschauer Spielbericht | IK Sävehof Ida Odén 6                                                                      | 20 : 25 (11 : 13) | Larvik HK Linn-Kristin Riegelhuth Koren, Nora Mørk, Marit Malm Frafjord, Alina Wojtas je 5 |
| 14. Februar 2015, Sa. 17:15 Uhr in Audi Arena, Győr                                   | 4.000 Zuschauer Spielbericht | Győri ETO KC Heidi Løke 7                                                                  | 31 : 27 (15 : 11) | Metz Handball Ana Gros 11                                                                  |
| 15. Februar 2015, So. 15:10 Uhr in Viborg Stadionhal, Viborg                          | 1.697 Zuschauer Spielbericht | Viborg HK Rikke Skov 11                                                                    | 30 : 31 (12 : 13) | HCM Baia Mare Lois Abbingh 6                                                               |
| 28. Februar 2015, Sa. 18:30 Uhr in Arena Larvik, Larvik                               | 3.973 Zuschauer Spielbericht | Larvik HK Linn-Kristin Riegelhuth Koren, Sanna Solberg je 5                                | 21 : 19 (12 : 09) | Győri ETO KC Dorina Korsós, Susann Müller je 5                                             |
| 1. März 2015, So. 16:50 Uhr in Les Arènes, Metz                                       | 5.098 Zuschauer Spielbericht | Metz Handball Ana Gros, Yvette Broch je 6                                                  | 23 : 24 (12 : 10) | Viborg HK Rikke Skov 9                                                                     |
| 1. März 2015, So. 17:30 Uhr in Sala Polivalentă Lascăr Pană, Baia Mare – Maramureș    | 2.080 Zuschauer Spielbericht | HCM Baia Mare Eliza Buceschi 11                                                            | 34 : 24 (18 : 12) | IK Sävehof Ida Odén 8                                                                      |
| 8. März 2015, So. 14:00 Uhr in Partillebohallen, Partille                             | 500 Zuschauer Spielbericht   | IK Sävehof Joanna Lindvall Haggren 6                                                       | 21 : 23 (11 : 16) | Metz Handball Ana Gros 7                                                                   |
| 8. März 2015, So. 16:50 Uhr in Viborg Stadionhal, Viborg                              | 1.673 Zuschauer Spielbericht | Viborg HK Sanja Damnjanović 7                                                              | 23 : 29 (14 : 12) | Larvik HK Linn-Kristin Riegelhuth Koren 9                                                  |
| 8. März 2015, So. 19:00 Uhr in Audi Arena, Győr                                       | 5.000 Zuschauer Spielbericht | Győri ETO KC Susann Müller 8                                                               | 29 : 23 (12 : 10) | HCM Baia Mare Alexandra do Nascimento, Valentina Ardean-Elisei je 4                        |
| 14. März 2015, Sa. 18:30 Uhr in Arena Larvik, Larvik                                  | 2.472 Zuschauer Spielbericht | Larvik HK Nora Mørk 10                                                                     | 25 : 17 (12 : 08) | IK Sävehof Louise Sand 5                                                                   |
| 15. März 2015, So. 19:00 Uhr in Les Arènes, Metz                                      | 5.071 Zuschauer Spielbericht | Metz Handball Yvette Broch, Jekaterina Andrjuschina, Lara González Ortega, Nina Kanto je 3 | 20 : 27 (08 : 12) | Győri ETO KC Anikó Kovacsics 6                                                             |
| 15. März 2015, So. 20:00 Uhr in Sala Polivalentă Lascăr Pană, Baia Mare – Maramureș   | 2.080 Zuschauer Spielbericht | HCM Baia Mare Lois Abbingh, Alexandra do Nascimento je 5                                   | 32 : 22 (17 : 11) | Viborg HK Louise Burgaard 8                                                                |

## Viertelfinale
Im Viertelfinale nahmen die vier bestplatzierten Mannschaften der beiden Hauptrundengruppen teil, die überkreuz aufeinandertrafen. Die Gewinner qualifizierten sich für das Final Four.

### Qualifizierte Teams
| - ŽRK Budućnost Podgorica - GK Dinamo Wolgograd - ŽRK Vardar SCBT - Thüringer HC - Larvik HK - Győri ETO KC - HCM Baia Mare - Viborg HK |

### Ausgeloste Spiele und Ergebnisse
| Mannschaft 1                            | Mannschaft 2                                  | Hinspiel             | Rückspiel            | Gesamt  |
| --------------------------------------- | --------------------------------------------- | -------------------- | -------------------- | ------- |
| Viborg HK Rikke Skov 10                 | ŽRK Budućnost Podgorica Katarina Bulatović 12 | 05.04.2015 16:50 Uhr | 12.04.2015 17:00 Uhr | 41 : 57 |
| Viborg HK Rikke Skov 10                 | ŽRK Budućnost Podgorica Katarina Bulatović 12 | 22 : 28 (11 : 13)    | 19 : 29 (11 : 14)    | 41 : 57 |
| Viborg HK Rikke Skov 10                 | ŽRK Budućnost Podgorica Katarina Bulatović 12 | 1.312 Zuschauer      | 4.000 Zuschauer      | 41 : 57 |
| Thüringer HC Franziska Mietzner 11      | Larvik HK Nora Mørk 20                        | 04.04.2015 14:00 Uhr | 11.04.2015 18:30 Uhr | 44 : 65 |
| Thüringer HC Franziska Mietzner 11      | Larvik HK Nora Mørk 20                        | 26 : 29 (11 : 14)    | 18 : 36 (09 : 17)    | 44 : 65 |
| Thüringer HC Franziska Mietzner 11      | Larvik HK Nora Mørk 20                        | 2.000 Zuschauer      | 2.682 Zuschauer      | 44 : 65 |
| HCM Baia Mare Alexandra do Nascimento 9 | GK Dinamo Wolgograd Olga Akopjan 15           | 04.04.2015 18:00 Uhr | 11.04.2015 14:00 Uhr | 50 : 53 |
| HCM Baia Mare Alexandra do Nascimento 9 | GK Dinamo Wolgograd Olga Akopjan 15           | 25 : 23 (11 : 12)    | 25 : 30 (11 : 18)    | 50 : 53 |
| HCM Baia Mare Alexandra do Nascimento 9 | GK Dinamo Wolgograd Olga Akopjan 15           | 2.080 Zuschauer      | 1.000 Zuschauer      | 50 : 53 |
| ŽRK Vardar SCBT Andrea Penezić 13       | Győri ETO KC Anna Sen 11                      | 04.04.2015 19:00 Uhr | 11.04.2015 16:30 Uhr | 51 : 45 |
| ŽRK Vardar SCBT Andrea Penezić 13       | Győri ETO KC Anna Sen 11                      | 24 : 18 (14 : 10)    | 27 : 27 (12 : 13)    | 51 : 45 |
| ŽRK Vardar SCBT Andrea Penezić 13       | Győri ETO KC Anna Sen 11                      | 4.800 Zuschauer      | 5.000 Zuschauer      | 51 : 45 |

## Final Four

### Qualifizierte Teams
Für das Final Four qualifiziert waren:
| GK Dinamo Wolgograd Larvik HK ŽRK Vardar SCBT ŽRK Budućnost Podgorica |

### Halbfinale
Die Halbfinalspiele fanden am 9. Mai 2015 statt. Der Gewinner jeder Partie zog in das Finale der EHF Champions League 2015 ein.
| Mannschaft 1    | Endergebnis       | Mannschaft 2            | Datum und Zeit          |
| --------------- | ----------------- | ----------------------- | ----------------------- |
| Larvik HK       | 31 : 22 (16 : 13) | GK Dinamo Wolgograd     | 09.05.15, Sa. 14:15 Uhr |
| ŽRK Vardar SCBT | 17 : 27 (09 : 14) | ŽRK Budućnost Podgorica | 09.05.15, Sa. 16:45 Uhr |

#### 1. Halbfinale
9. Mai 2015 in Budapest, Papp László Budapest Sportaréna, 6.500 Zuschauer.
Larvik HK: Toft, Hasanić – Riegelhuth Koren (9), Frafjord   (4), A. Hammerseng-Edin (4), N. Mørk (2), G. Hammerseng-Edin (2), Johansen (2), Solberg  (2), Sulland (2), Breistøl (1), Molid (1), Breivang  , Larsen , Lund, T. Mørk
GK Dinamo Wolgograd: Sedoikina, Utkina – Dmitrijewa   (7), Danschina (5), El Ghaoui  (4), Akopjan   (2), Wedjochina  (2), Fanina (1), Kotschetowa (1), Belikowa, Tschernowa, Tschopikjan, Frolowa, Gaće, Petsche, Petrowa  
Schiedsrichter:  Leif Poulsen und Henrik Mortensen
Quelle: Spielbericht

#### 2. Halbfinale
9. Mai 2015 in Budapest, Papp László Budapest Sportaréna, 6.500 Zuschauer.
ŽRK Vardar SCBT: Leynaud, Suslina – Lekić (4), Penezić (4), Zebić (3), Ichnewa (2), Radičević (2), Dembélé (1), Lazović  (1), Althaus , Tschernoiwanenko, Fernández, Gakidova, Chmyrowa, Klikovac  , Nikolić 
ŽRK Budućnost Podgorica: Woltering, Rajčić, Žderić – Neagu (7), Petrović (7), Knežević  (4), Cvijić  (3), Mehmedović  (3), Bulatović (1), Byzdra  (1), Despotović (1), Dalby, Lazović, Nikolić, Pavićević , Ramusović
Schiedsrichter:  Dalibor Jurinović und Marko Mrvica
Quelle: Spielbericht

### Kleines Finale
Das Spiel um Platz 3 fand am 10. Mai 2015 statt. Der Gewinner der Partie war Drittplatzierter der EHF Champions League 2015.
| Mannschaft 1        | Endergebnis       | Mannschaft 2    | Datum und Zeit          |
| ------------------- | ----------------- | --------------- | ----------------------- |
| GK Dinamo Wolgograd | 26 : 28 (15 : 16) | ŽRK Vardar SCBT | 10.05.15, So. 14:30 Uhr |

10. Mai 2015 in Budapest, Papp László Budapest Sportaréna, 6.500 Zuschauer.
GK Dinamo Wolgograd: Sedoikina, Utkina – Kotschetowa  (7), Akopjan  (4), Dmitrijewa   (4), El Ghaoui (3), Gaće (3), Danschina (2), Fanina  (2), Frolowa (1), Wedjochina, Belikowa, Tschernowa, Tschopikjan, Petsche, Petrowa  
ŽRK Vardar SCBT: Leynaud, Suslina – Penezić  (9), Radičević (4), Lekić  (3), Zebić (3), Tschernoiwanenko (2), Dembélé  (2), Nikolić (2), Althaus   (1), Ichnewa (1), Klikovac  (1), Lazović, Fernández, Gakidova, Chmyrowa
Schiedsrichter:  Peter Brunovský und Vladimír Čanda
Quelle: Spielbericht

### Finale
Das Finale fand am 10. Mai 2015 statt. Der Gewinner der Partie ist Sieger der EHF Champions League 2015.
| Mannschaft 1 | Endergebnis       | Mannschaft 2            | Datum und Zeit          |
| ------------ | ----------------- | ----------------------- | ----------------------- |
| Larvik HK    | 22 : 26 (08 : 14) | ŽRK Budućnost Podgorica | 10.05.15, So. 17:00 Uhr |

10. Mai 2015 in Budapest, Papp László Budapest Sportaréna, 6.500 Zuschauer.
Larvik HK: Toft, Hasanić – N. Mørk   (10), A. Hammerseng-Edin (6), Breistøl (2), Frafjord  (1), G. Hammerseng-Edin   (1), Solberg (1), Sulland (1), Breivang, Johansen, Riegelhuth Koren, Larsen, Molid, Lund, T. Mørk
ŽRK Budućnost Podgorica: Woltering, Rajčić, Žderić – Bulatović   (7), Mehmedović (6), Cvijić   (4), Neagu  (3), Petrović  (3), Knežević  (2), Byzdra (1), Despotović, Dalby, Lazović, Nikolić, Pavićević, Ramusović
Schiedsrichter:  Péter Horváth und Balázs Marton
Quelle: Spielbericht

## Statistiken

### Torschützenliste
Die Torschützenliste zeigt die drei besten Torschützinnen in der EHF Champions League der Frauen 2014/15.
Zu sehen sind die Nation der Spielerin, der Name, die Position, der Verein, die gespielten Spiele, die Tore und die Ø-Tore.
| Pl. | Nation   | Spieler        | Pos. | Verein                  | Sp. | Tore | Ø    |
| --- | -------- | -------------- | ---- | ----------------------- | --- | ---- | ---- |
| 1.  | Rumänien | Cristina Neagu | (RL) | ŽRK Budućnost Podgorica | 16  | 102  | 6,38 |
| 1.  | Kroatien | Andrea Penezić | (RL) | ŽRK Vardar SCBT         | 16  | 102  | 6,38 |
| 3.  | Norwegen | Nora Mørk      | (RR) | Larvik HK               | 16  | 98   | 6,13 |